# Sri Jayewardenepura Kotte
Sri Jayawardenepura Kotte (en tàmil: ஸ்ரீ ஜெயவர்தனபுர கோட்டே), més coneguda com Kotte, és la capital legislativa de Sri Lanka des de 1982. La ciutat està ubicada dins de l'àrea metropolitana de la capital executiva, econòmica i judicial de facto, Colombo.
Segons el cens del 2012, la ciutat tenia 107.508 habitants, dels quals el 84,9% són ètnicament singalesos i el 77,1% són budistes.
Ubicada a la zona oriental de Colombo, és una zona majoritàriament residencial, ubicada entre llacunes i pantans que en el passat van ser una àrea pantanosa inhòspita.

## Història
Des del 1415 fins al 1565 va ser la capital de l'antic regne de Kotte, del qual va rebre el seu antic nom (Ciutat de Kotte).
Entre el 1450 i el 1477 va ser la ciutat que va unir tota l'illa en una sola autoritat.
El 1989 es va convertir en la capital legislativa i la seu del nou parlament al país, a causa de la idea de promoure la ciutat com una zona residencial perquè no estigués tan aglomerat al centre de Colombo.